# Eragrostis mauiensis
Eragrostis mauiensis är en gräsart som beskrevs av Albert Spear Hitchcock. Eragrostis mauiensis ingår i släktet kärleksgrässläktet, och familjen gräs. Inga underarter finns listade i Catalogue of Life.